# Doloploca
Doloploca es un género de polillas tortrícidas categorizado en la tribu Cnephasiini, de la subfamilia Tortricinae. Fue descrito por Jacob Hübner en 1825.

## Especies
- Doloploca buraetica Staudinger, 1892
- Doloploca characterana Snellen, 1883
- Doloploca praeviella (Erschoff, 1877)
- Doloploca punctulana ([Denis y Schiffermuller], 1775)
- Doloploca supina Razowski, 1975